# Andy Keogh
Andrew Keogh (Dublín, Irlanda, 16 de mayo de 1986) es un exfutbolista irlandés que jugaba de delantero.

## Selección nacional
Fue internacional con la selección de fútbol de Irlanda en 30 partidos y anotó dos goles.

## Clubes
| Club                             | País           | Año       |
| -------------------------------- | -------------- | --------- |
| Leeds United F. C.               | Inglaterra     | 2003-2005 |
| Scunthorpe United F. C. (cedido) | Inglaterra     | 2004      |
| Bury F. C. (cedido)              | Inglaterra     | 2005      |
| Scunthorpe United F. C.          | Inglaterra     | 2005-2007 |
| Wolverhampton Wanderers F. C.    | Inglaterra     | 2007-2011 |
| Cardiff City F. C. (cedido)      | Gales          | 2010      |
| Bristol City F. C. (cedido)      | Inglaterra     | 2011      |
| Leeds United F. C. (cedido)      | Inglaterra     | 2011      |
| Millwall F. C.                   | Inglaterra     | 2012-2014 |
| Blackpool F. C. (cedido)         | Inglaterra     | 2014      |
| Perth Glory F. C.                | Australia      | 2014-2015 |
| Ratchaburi F. C.                 | Tailandia      | 2015      |
| Perth Glory F. C.                | Australia      | 2016-2019 |
| Al-Qadisiyah F. C.               | Arabia Saudita | 2019-2020 |
| NorthEast United                 | India          | 2020      |
| Perth Glory F. C.                | Australia      | 2020-2022 |

## Palmarés

### Campeonatos nacionales
| Título                       | Club                          | País       | Año  |
| ---------------------------- | ----------------------------- | ---------- | ---- |
| Football League One          | Scunthorpe United F. C.       | Inglaterra | 2007 |
| Football League Championship | Wolverhampton Wanderers F. C. | Inglaterra | 2009 |